# 蘭塞奧茲牧草地
蘭塞奧茲牧草地（英語：L'Anse aux Meadows，源自法文，即「水母灣」）是處於加拿大紐芬蘭與拉布拉多省紐芬蘭島最北端，於1960年由挪威探險家海爾格·英斯塔（Helge Ingstad）和他的考古學家妻子安妮·斯泰恩·英斯塔（Anne Stine Ingstad）所發現的維京人村落遺跡，1978年列為世界文化遺產。（這遺跡的名稱曾被紐芬蘭人唸成"lancey meadows"。）

## 聚居地遺跡

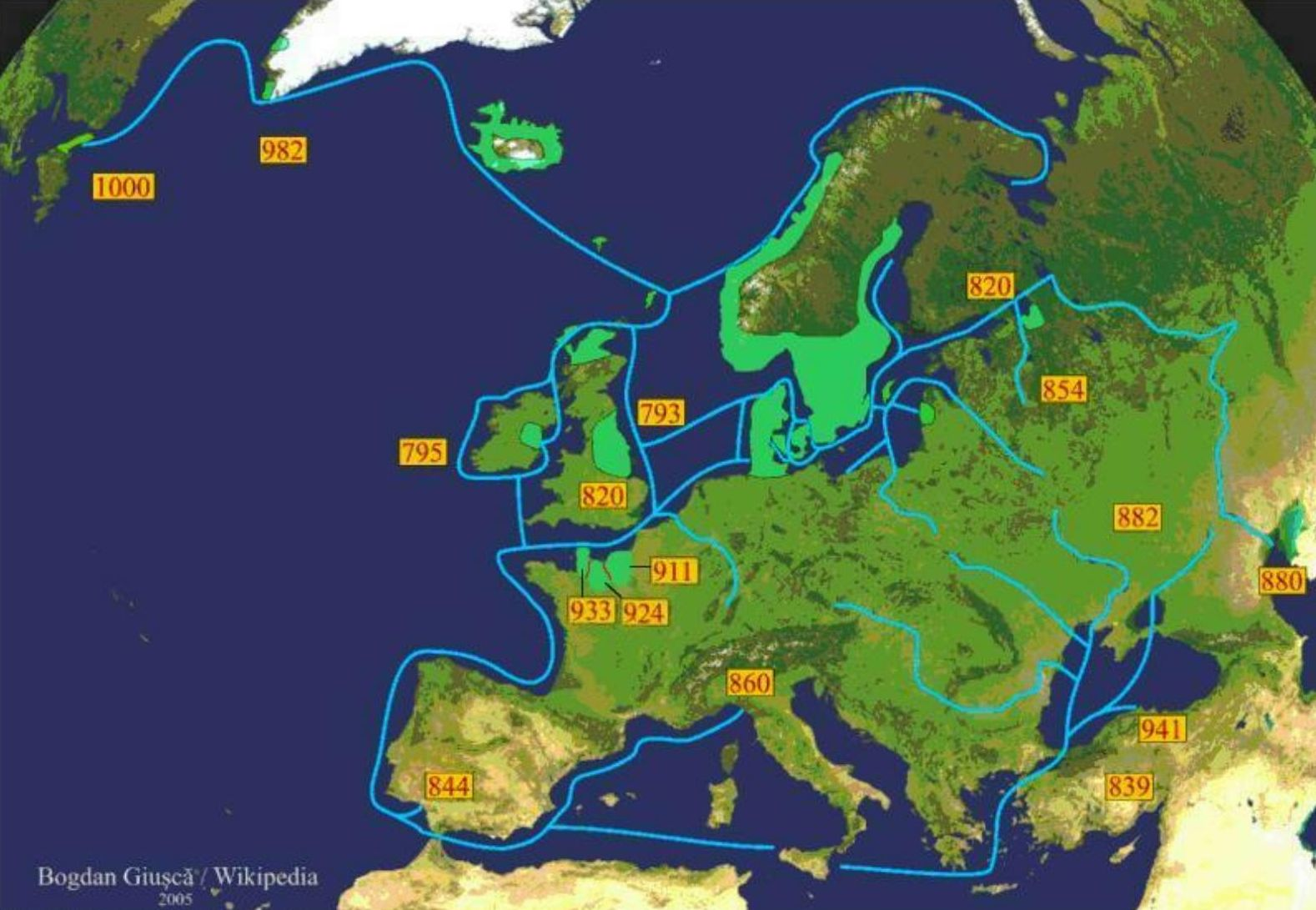
Map of Viking Expansion - Map consistent with that of the French blog.

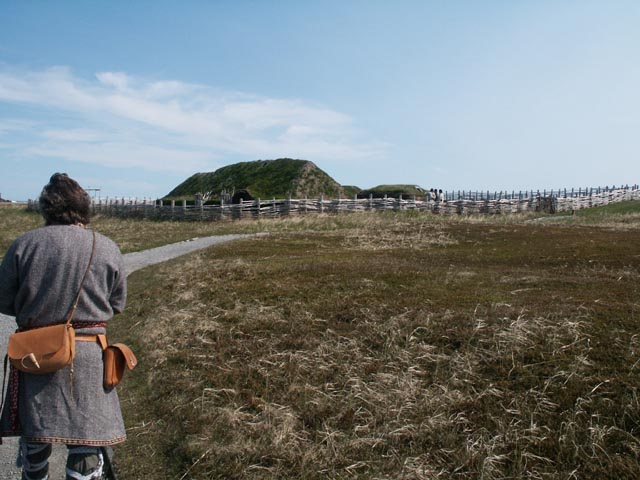
在蘭塞奧茲牧草地的維京殖民地遺跡

作為格陵蘭以外北美唯一被證實的維京聚居地，蘭塞奧茲牧草地的遺跡是經過多年的發掘才得以窺探全貌。在這個遺跡裡找到的住所、工具和器具證實了它的年份。這個殖民地遺留的建築物是全北美最古老的歐式建築，比哥倫布的時代還要早五個世紀。蘭塞奧茲牧草地現在被普遍認為是萊弗·艾瑞克森於1000年左右開拓，在北歐史詩中所記載的「文蘭」。
蘭塞奧茲牧草地遺跡出土的有最少八座建築物，包括一個鑄造場、冶煉廠，還有提供木材給船廠的伐木場。這些建築物當中最大的佔地28.8 × 15.6米，內裡劃還分數間房。遺跡內出土的紡織工具表示殖民地當時有女性居住。

## 殖民地興衰
那時候紐芬蘭的氣候比起現在和暖得多。根據多卷薩迦記載，萊弗·艾瑞克森由格陵蘭出海去尋找比雅尼·何爾約夫森（Bjarni Herjólfsson）所描述的新陸地。他找到一個充滿葡萄和鮭魚的和暖地方過冬，然後砍伐木材帶回缺乏木材的格陵蘭。由此推斷蘭塞奧茲牧草地的身份有幾個可能性：一、第一個營地；二、逃離「野蠻人」（Skræling）攻擊後所建立的營地；或三、一個沒有被史詩記載的營地。

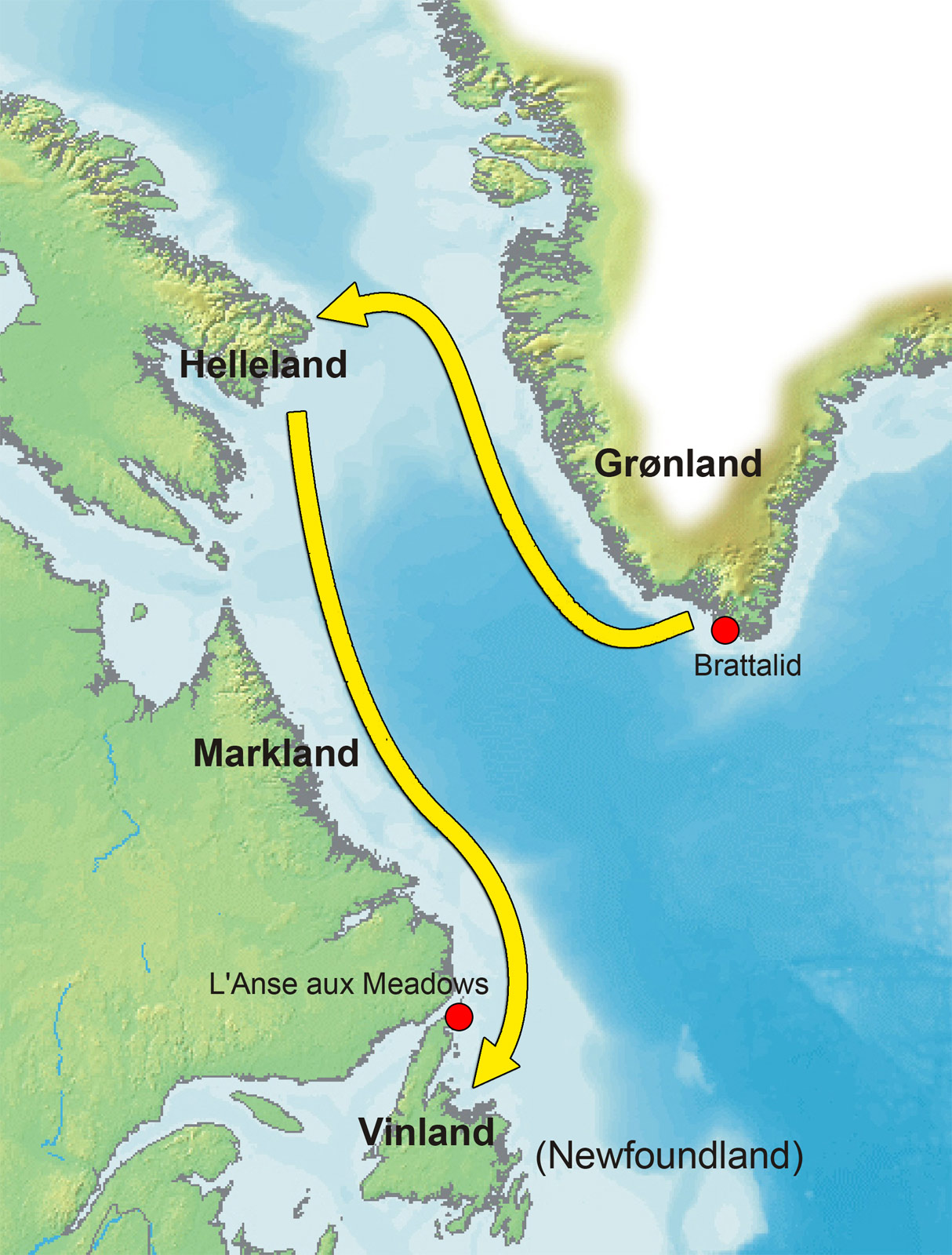
萊弗·艾瑞克森尋找並登陸文蘭的可能路線。

史詩又描述另一次殖民的經過。托爾芬·克爾塞夫尼（Thorfinn Karlsefni）率領為數達135男15女的殖民者，航行到艾瑞克森的舊營地（有可能是蘭塞奧茲牧草地），然後以此為基地。這些人的當中又包括艾瑞克森同父異母的妹妹菲迪絲·艾瑞克絲多蒂爾（Freydís Eiríksdóttir）。雖然蘭塞奧茲牧草地是否史詩所述的文蘭已經無從稽考，但可以確定的是這裡於1000年左右曾有一班維京殖民者在這裡居住。
蘭塞奧茲牧草地可能是來往格陵蘭和在聖勞倫斯灣南部地域的另一個殖民地的中轉站，或者是提供由格陵蘭出發的維京探險家過冬的場所。然而，這個地點只曾使用兩三年。根據文學與考古証據推測，與原住民的惡劣關係大概就是維京殖民者放棄這地方的主因。由女人而起的內部鬥爭和突如其來的天氣轉變也被認為是具可能性的原因之一。
史詩對此也有個有趣的記述：維京人為求與原住民建立起良好的關係，便設宴款待了些原住民酋長，而在筵席當中曾供應過奶。可能這些原住民身患乳糖不耐症而不自知，在喝了這些奶後生病，反而因此懷疑維京人下毒，故此籠絡原住民的計畫便以失敗告終。
另外，蘭塞奧茲牧草地或許跟北美原住民阿爾岡昆人傳說中的「薩格奈王國」有關連。傳說中提到「薩格奈王國」的國民都是白皮膚金髮碧眼，而且還擁有豐富的毛皮和金屬—這些可能跟蘭塞奧茲牧草地有關，但這仍只是推測。

## 參閱
- 文蘭地圖

## 外部連結
- 加拿大國家公園局 （英文）
- Severed Ways, The Norse Discovery of America, a drama set in 1000A.D. and filmed in L'Anse aux Meadows （页面存档备份，存于） （英文）
- Medievalists.net 內含關於維京殖民地的文章與資料 （英文）

## 圖片

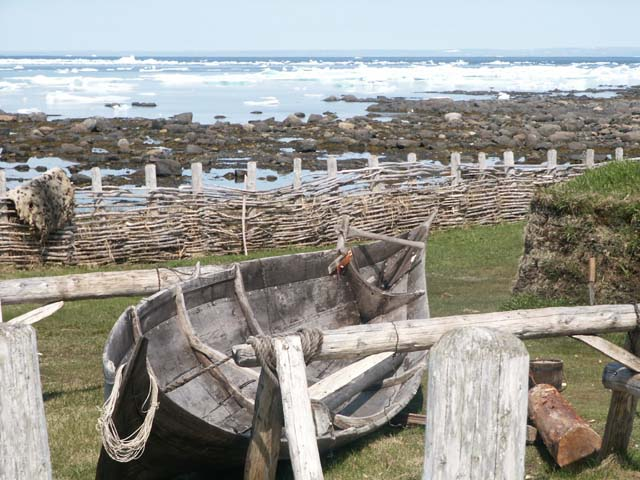
紐芬蘭蘭塞奧茲牧草地
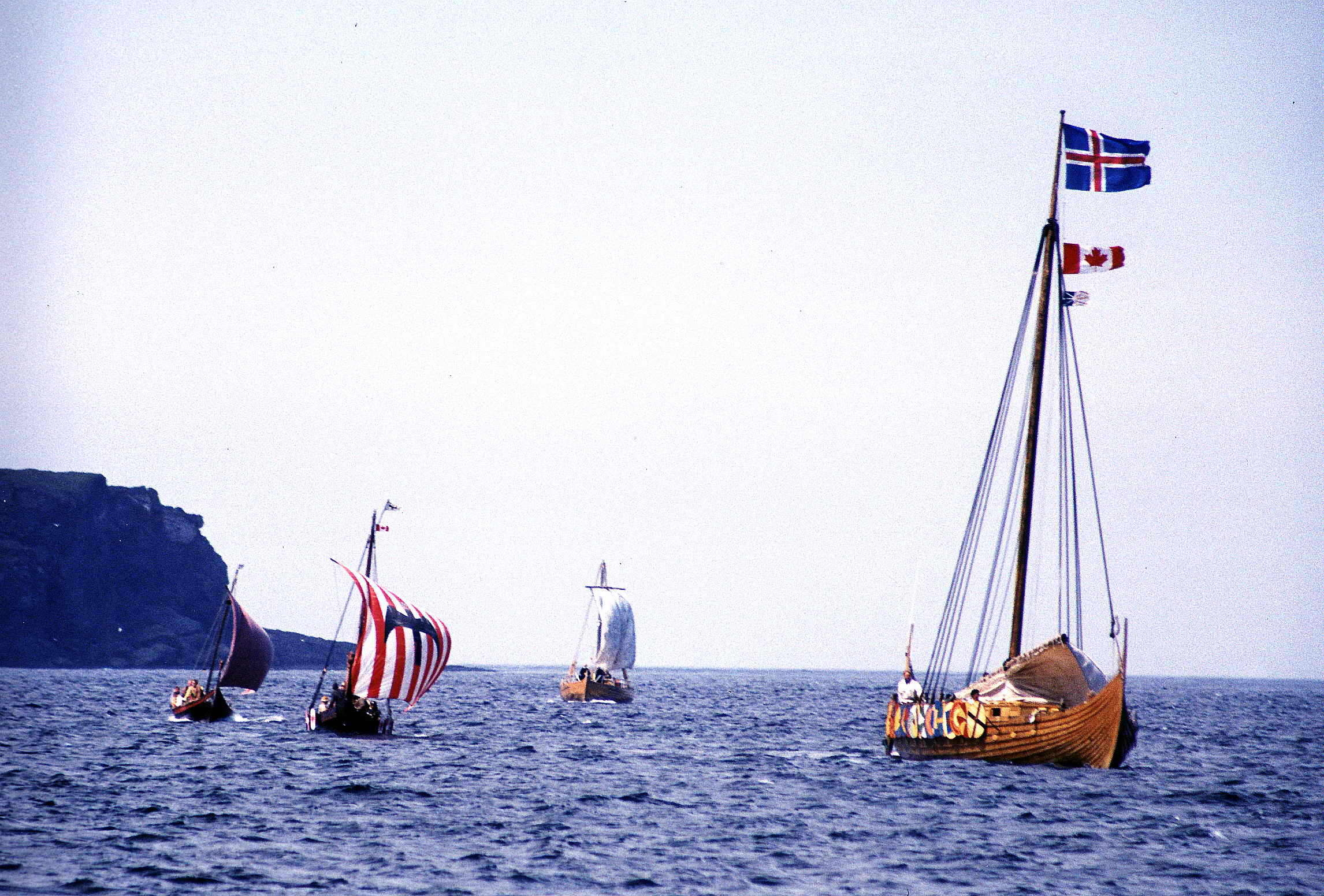
2000年重演於蘭塞奧茲牧草地登陸
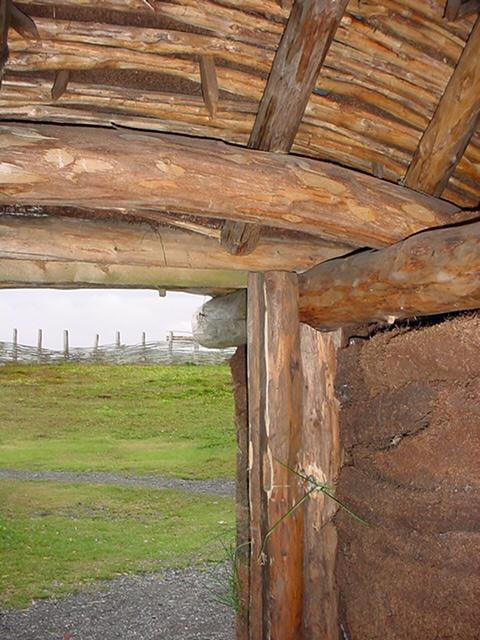
由維京人屋內向外望的風景，2006年攝

51°35′42.96″N 55°31′52.40″W / 51.5952667°N 55.5312222°W